# A' Katīgoria 2010-2011
La A' Katīgoria 2010-2011 (in greco Πρωτάθλημα Α' Κατηγορίας) è stata la 72ª edizione del massimo campionato di calcio cipriota. Ebbe inizio il 27 agosto 2010 e si concluse l'11 maggio 2011. Il campionato è stato vinto dall'APOEL, che ha conquistato il suo ventunesimo titolo.

## Novità
Nea Salamis Famagosta, APEP Pitsilia e Aris Limassol, retrocesse nella stagione precedente, furono rimpiazzate dalle neopromosse Alki Larnaca, AEK Larnaca e Olympiakos Nicosia.

## Formula
Le 14 squadre partecipanti hanno disputato il campionato secondo il classico sistema di andata e ritorno, per un totale di 26 giornate. Alla fine di questa fase le ultime due classificate sono state automaticamente retrocesse, mentre le altre 12 squadre sono state suddivise in tre raggruppamenti da 4 squadre ciascuno. I gironi si sono svolti con partite di andata e ritorno, per un totale di 6 giornate. Il primo raggruppamento, con le prime quattro classificate della prima fase, ha stabilito la vincitrice del titolo e le qualificazioni alle coppe europee; il terzo raggruppamento, con le squadre piazzate dal nono al dodicesimo posto, ha stabilito la terza retrocessione, mentre il secondo raggruppamento, con le squadre classificate tra il quinto e l'ottavo posto, è servito solo alle statistiche. Nella seconda fase le squadre hanno conservato tutti i risultati ottenuti nella prima fase.
La squadra campione di Cipro ha il diritto a partecipare alla UEFA Champions League 2011-2012 partendo dal secondo turno preliminare.

Le squadre classificate al secondo e terzo posto sono ammesse alla UEFA Europa League 2011-2012 partendo entrambe dal secondo turno preliminare.

La squadra vincitrice della Coppa Nazionale è ammessa alla UEFA Europa League 2011-2012 partendo dal terzo turno preliminare.

## Squadre partecipanti
| Club               | Città      | Stadio                       | Posizione 2009-2010           |
| ------------------ | ---------- | ---------------------------- | ----------------------------- |
| AEK Larnaca        | Larnaca    | Stadio Neo GSZ               | 2º posto in Seconda divisione |
| AEL Limassol       | Limassol   | Stadio Tsirion               | 5º posto                      |
| AEP Paphos         | Pafo       | Pafiako Stadium              | 10º posto                     |
| Alkī Larnaca       | Larnaca    | Stadio Antōnīs Papadopoulos  | 1º posto in Seconda divisione |
| Anorthōsis         | Larnaca    | Stadio Antōnīs Papadopoulos  | 3º posto                      |
| APOEL              | Nicosia    | Stadio Neo GSP               | 2º posto                      |
| Apollōn Limassol   | Limassol   | Stadio Tsirion               | 4º posto                      |
| APOP Kinyras       | Peyia      | Stadio Municipale            | 8º posto                      |
| Doxa Katōkopias    | Nicosia    | Stadio Makario               | 11º posto                     |
| EN Paralimni       | Paralimni  | Stadio Paralimni             | 6º posto                      |
| Ermīs Aradippou    | Aradhippou | Stadio Ammochostos (Larnaca) | 9º posto                      |
| Ethnikos Achnas    | Achna      | Stadio Dasaki                | 7º posto                      |
| Olympiakos Nicosia | Nicosia    | Stadio Neo GSP               | 3º posto in Seconda divisione |
| Omonia             | Nicosia    | Stadio Neo GSP               | Campione                      |

## Classifiche

### Prima fase
|  |     | Classifica 2010-2011 | Pt | G  | V  | N | P  | GF | GS | DR  |
|  | --- | -------------------- | -- | -- | -- | - | -- | -- | -- | --- |
|  | 1.  | APOEL                | 62 | 26 | 20 | 2 | 4  | 55 | 19 | +36 |
|  | 2.  | Omonia               | 50 | 26 | 14 | 8 | 4  | 38 | 16 | +22 |
|  | 3.  | Anorthōsis           | 45 | 26 | 13 | 6 | 7  | 46 | 31 | +15 |
|  | 4.  | AEK Larnaca          | 42 | 26 | 12 | 6 | 8  | 36 | 30 | +6  |
|  | 5.  | Apollōn Limassol     | 38 | 26 | 11 | 5 | 10 | 40 | 37 | +3  |
|  | 6.  | Olympiakos Nicosia   | 36 | 26 | 9  | 9 | 8  | 41 | 41 | 0   |
|  | 7.  | EN Paralimni         | 36 | 26 | 10 | 6 | 10 | 26 | 25 | +1  |
|  | 8.  | AEL Limassol         | 33 | 26 | 8  | 9 | 9  | 28 | 35 | -7  |
|  | 9.  | Ethnikos Achnas      | 33 | 26 | 8  | 9 | 9  | 25 | 27 | -2  |
|  | 10. | Ermīs Aradippou      | 30 | 26 | 7  | 9 | 10 | 31 | 38 | -7  |
|  | 11. | Alkī Larnaca         | 29 | 26 | 8  | 5 | 13 | 30 | 40 | -10 |
|  | 12. | AEP Paphos           | 26 | 26 | 6  | 8 | 12 | 33 | 37 | -4  |
|  | 13. | Doxa Katōkopias      | 20 | 26 | 5  | 5 | 16 | 25 | 55 | -30 |
|  | 14. | APOP Kinyras         | 19 | 26 | 4  | 7 | 15 | 24 | 47 | -23 |

### Seconda fase

#### Gruppo A
|  |    | Classifica Gruppo A 2010-2011 | Pt | G  | V  | N | P  | GF | GS | DR  |
|  | -- | ----------------------------- | -- | -- | -- | - | -- | -- | -- | --- |
|  | 1. | APOEL                         | 74 | 32 | 24 | 2 | 6  | 63 | 22 | +41 |
|  | 2. | Omonia                        | 63 | 32 | 18 | 9 | 5  | 45 | 19 | +26 |
|  | 3. | Anorthōsis                    | 55 | 32 | 16 | 7 | 9  | 51 | 34 | +17 |
|  | 4. | AEK Larnaca                   | 42 | 32 | 12 | 6 | 14 | 37 | 42 | -5  |

#### Gruppo B
|  |    | Classifica Gruppo B 2010-2011 | Pt | G  | V  | N  | P  | GF | GS | DR  |
|  | -- | ----------------------------- | -- | -- | -- | -- | -- | -- | -- | --- |
|  | 5. | Apollōn Limassol              | 49 | 32 | 14 | 7  | 11 | 55 | 44 | +11 |
|  | 6. | EN Paralimni                  | 44 | 32 | 12 | 8  | 12 | 33 | 34 | -1  |
|  | 7. | AEL Limassol                  | 41 | 32 | 10 | 11 | 11 | 37 | 45 | -8  |
|  | 8. | Olympiakos Nicosia            | 41 | 32 | 10 | 11 | 11 | 48 | 53 | -5  |

#### Gruppo C
|  |     | Classifica Gruppo C 2010-2011 | Pt | G  | V  | N  | P  | GF | GS | DR |
|  | --- | ----------------------------- | -- | -- | -- | -- | -- | -- | -- | -- |
|  | 9.  | Ethnikos Achnas               | 39 | 32 | 10 | 9  | 13 | 29 | 37 | -8 |
|  | 10. | Alkī Larnaca                  | 39 | 32 | 11 | 6  | 15 | 40 | 49 | -9 |
|  | 11. | Ermīs Aradippou               | 38 | 32 | 9  | 11 | 12 | 38 | 45 | -7 |
|  | 12. | AEP Paphos                    | 35 | 32 | 8  | 11 | 13 | 44 | 44 | 0  |

## Classifica marcatori
| Gol |  |  | Giocatore             | Squadra            |
| --- |  |  | --------------------- | ------------------ |
| 21  |  |  | Miljan Mrdaković      | Apollōn Limassol   |
| 17  |  |  | Michalīs Kōnstantinou | Omonia             |
| 16  |  |  | João Paulo            | Olympiakos Nicosia |
| 13  |  |  | Cafú                  | Anorthōsis         |
| 13  |  |  | Joeano                | Ermīs Aradippou    |
| 11  |  |  | Ivan Tričkovski       | APOEL              |
| 11  |  |  | Esteban Solari        | APOEL              |
| 11  |  |  | Emmanuel Kenmogne     | Olympiakos Nicosia |
| 10  |  |  | Gustavo Manduca       | APOEL              |
| 10  |  |  | Freddy                | AEL Limassol       |
| 10  |  |  | Mustapha Bangura      | Apollōn Limassol   |

## Verdetti
- Campione:  APOEL
- In UEFA Champions League 2011-2012:  APOEL (al secondo turno preliminare)
- In UEFA Europa League 2011-2012:  Omonia (al terzo turno preliminare),  Anorthōsis,  AEK Larnaca (al secondo turno preliminare)
- Retrocesse in Seconda divisione:  Doxa Katōkopias,  APOP Kinyras (dopo la prima fase),  AEP Paphos (dopo la seconda fase)